# Gornja Stara vas
Gornja Stara vas – wieś w Słowenii, w gminie Škocjan. W 2018 roku liczyła 23 mieszkańców.